# Рис, Гордон (писатель)
Гордон Рис (англ. Gordon Reece; род. 1963, Великобритания) — австралийский писатель и иллюстратор.

## Биография
Родился в Великобритании. Изучал английскую литературу в Кибл-колледже (Оксфорд). Краткое время работал юристом — консультантом по причинению вреда здоровью. С 1999 г. полностью посвятил себя литературе для подростков и детей, написал 15 книг, которые иллюстрировал сам. Часть книг опубликована в Испании, где он прожил 6 лет и завязал много связей. Детская приключенческая повесть «Граф Облонский, казак Петров и дело Красного черепа» опубликована только в испанском переводе издательством Macmillan, хотя изначально была написана на английском языке.
Последний роман — психологический триллер «Мыши» (издательство Allen and Unwin, 2010), был опубликован в 12 странах, в том числе в США (Viking) и Великобритании (Macmillan), а также в русском переводе («Рипол классик», 2017). Тема романа — психологическая трансформация двух женщин, «серых мышек» по характеру, которые становятся неожиданно решительными и жестокими, когда их жизнь оказывается под угрозой.
Также публикует комиксы. Член Испанской ассоциации авторов комиксов (AACE). В настоящее время живёт в г. Бендиго (Австралия).